# Галерија „Графички колектив”
Галерија „Графички колектив” је један од водећих уметничких центара у Србији. Налази се у улици Драгослава Јовановића 11.

## Историја
Галерију „Графички колектив” је основала 1949. године прва генерација Графичког одсека Факултета ликовних уметности Универзитета уметности у Београду: Бошко Карановић, Мирјана Михаћ, Драгослав Стојановић, Миле Петровић и Драгољуб Кажић. Оснивањем графичког атељеа обезбедили су услове за даљи рад. Године 1952. чланови галерије су уз радионицу додали и изложбени простор и тиме остварили идеју о непосреднијој афирмацији графике. Отварањем прве Мајске изложбе графика 1952. започиње активна излагачка делатност галерије „Графичког колектива”. Оснивачима су се убрзо придружили и други уметници – Стојан Ћелић, Младен Србиновић, Михаило Петров, Марио Маскарели, Лазар Вујаклија и Александар Луковић. Као уметничка група су регистровани 1953. године са једанаест чланова. У наредним деценијама су стекли високи професионални углед и представљали су значајне југословенске и иностране уметнике различитих поетика и генерација. Галерија је ушла у историју савремене српске и југословенске културе друге половине 20. века, као важан и специфичан фокус уметничког живота. Приређују више од двадесет изложби годишње домаћих и страних уметника из Енглеске, Јапана, Пољске, Канаде, Шведске и других. Први хепенинг у Београду 60-тих година се одиграо у овој галерији. Галерија садржи око 5000 графика, публикују каталоге, графичке мапе и монографије. Награђени су првим националним признањем за графику Великим печатом, Малим печатом за графику малог формата и наградом за најбољи графички дизајн Грифоном.

## Галерија
- Зграда галерије „Графички колектив”
- Лого галерије „Графички колектив”
- Улаз у галерију „Графички колектив”
- Радно време галерије „Графички колектив”